# Placówka Straży Celnej „Glinka”

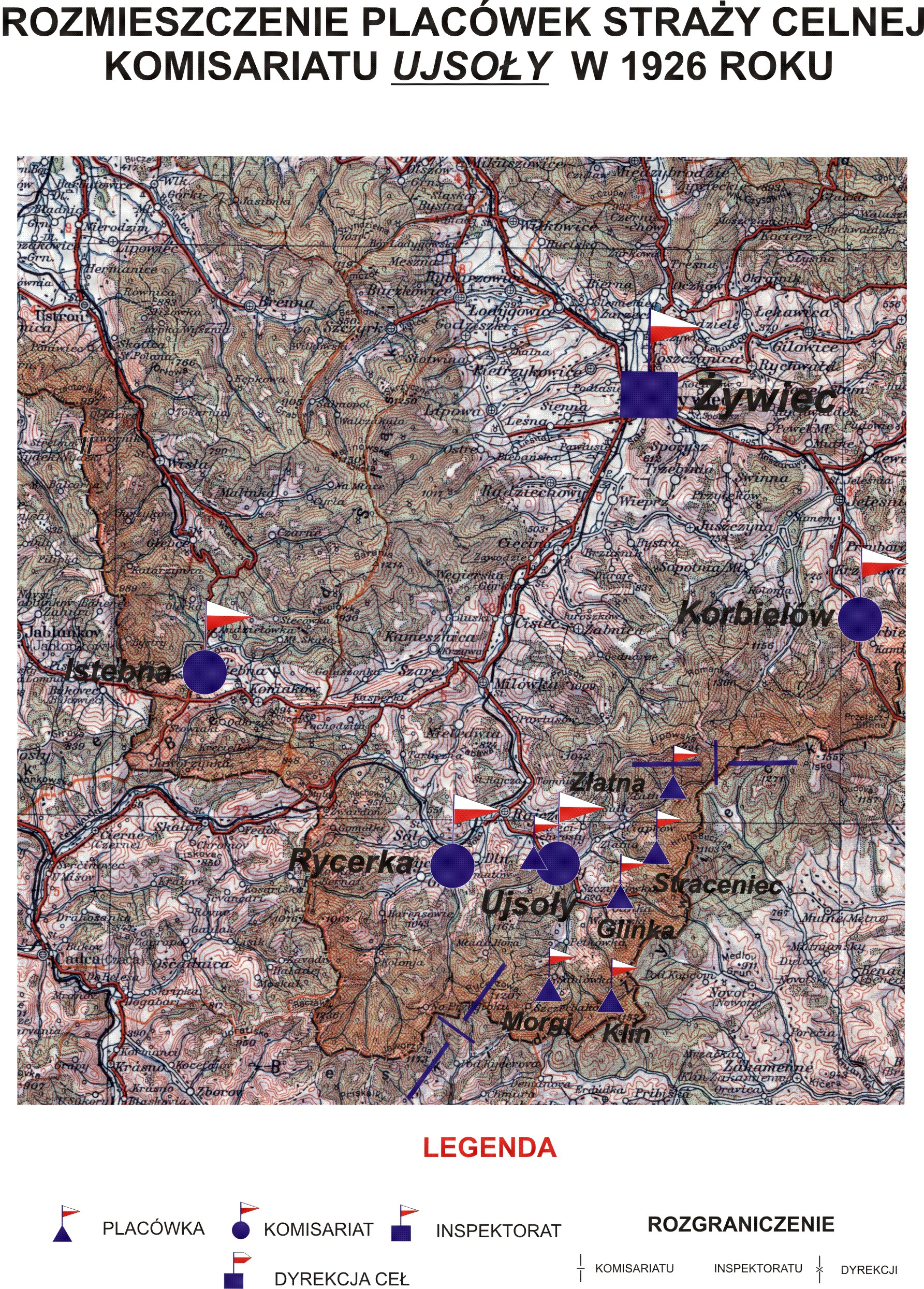
Rozmieszczenie placówek SC Komisariatu Ujsoły w 1926 r.

Placówka Straży Celnej „Glinka” – jednostka organizacyjna Straży Celnej pełniąca w okresie międzywojennym służbę ochronną na granicy polsko-czechosłowackiej.

## Formowanie i zmiany organizacyjne
Na wniosek Ministerstwa Skarbu, uchwałą z 10 marca 1920 roku, powołano do życia Straż Celną. Jednostki Straży Celnej rozpoczęły przejmowanie odcinków granicy od pododdziałów Batalionów Celnych. W 1922 roku w Ujsołach stacjonował sztab 3 kompanii 7 batalionu celnego. Kompania wystawiała również placówkę w Glince. Proces tworzenia Straży Celnej trwał do końca 1922 roku. Placówka Straży Celnej „Glinka” weszła w podporządkowanie komisariatu Straży Celnej „Ujsoły” z Inspektoratu SC „Żywiec”.
W drugiej połowie 1927 roku przystąpiono do gruntownej reorganizacji Straży Celnej. W praktyce skutkowało to rozwiązaniem tej formacji granicznej. Ochronę północnej, zachodniej i południowej granicy państwa przejęła powołana z dniem 2 kwietnia 1928 roku Straż Graniczna.
Rozkazem nr 4 z 30 kwietnia 1928 roku w sprawie organizacji Śląskiego Inspektoratu Okręgowego dowódca Straży Granicznej gen. bryg. Stefan Pasławski powołał komisariat Straży Granicznej „Rajcza”. Placówka Straży Granicznej I linii „Glinka” znalazła się w jego strukturze.

## Funkcjonariusze placówki
Kierownicy placówki
| stopień    | imię i nazwisko, numer | okres pełnienia służby | kolejne stanowisko |
| ---------- | ---------------------- | ---------------------- | ------------------ |
| przodownik | Marcin Józdeczka (141) | był w 1926             |                    |

Obsada personalna placówki w 1926:
- przodownik Marcin Józdeczka (141)
- starszy strażnik Józef Makowski (367)
- strażnik Leopold Dybiński (257)
- strażnik Franciszek Chmiel (719)
- strażnik Stanisław Chrobak (1300)
- strażnik Jan Karasiński (1312)
- strażnik Michał Kotlik (1313)
- strażnik Jan Żurek (1478)